# Švábovce
Švábovce (allemand : Schwabsdorf in der Zips) est un village de Slovaquie situé dans la région de Prešov.

## Histoire
Première mention écrite du village en 1268.

## Démographie

### Évolution de la population
| Année:               | 1994. | 2004.    | 2014.    | 2024.    |
| -------------------- | ----- | -------- | -------- | -------- |
| Nombre de personnes: | 929   | 1081     | 1431     | 1670     |
| Différence:          |       | +16,36 % | +32,37 % | +16,70 % |

| Année:               | 2023. | 2024.   |
| -------------------- | ----- | ------- |
| Nombre de personnes: | 1643  | 1670    |
| Différence:          |       | +1,64 % |